# Start It Up (Shake It Up)
"Start It Up" er pilotepisoden af den amerikanske tv-serie Shake It Up, en kvindelig venskabskomedie med et danseaspekt, med Bella Thorne og Zendaya i hovedrollerne. Dette afsnit er seriens hovedepisode, og den introducerer hovedpersonerne. Man følger CeCe (Thorne) og Rocky (Zendaya), som er til audition på "Shake It Up Chicago", på opfordring af Deuce (Adam Irigoyen) og Ty (Roshon Fegan). Det er også i denne episode, at Flynn (Davis Cleveland) forsøger at hævne sig over CeCe og Rocky på grund af en morgenmadsepisode. 
Episoden havde premiere på Disney Channel den 7. november, 2010. Den blev instrueret af Shelley Jensen og den blev skrevet af seriens skaber Chris Thompson. Episoden indeholder fire originale sange, der er lavet til serien ("Scratch", "Roll the Dice", "Watch Me" og "Our Generation"). Afsnittet blev set af omkring 6.2 millioner seere, og det blev Disneys anden bedst ratede seriepremiere, kun overgået af premieren på Hannah Montana i 2006. Episoden var også den 7. mest sete udsendelse på kabel-tv den søndag, som den blev sendt.

## Plot
Denne episode introducerer figurerne CeCe Jones (Bella Thorne) og Rocky Blue (Zendaya). De dukker op iblandt en gruppe af mennesker, der venter i metroen. Rocky har tændt for hendes ghettoblaster, og de forsøger at danse for penge. Deres optræden er så god, at de andre også begynder at danse med. Da de er færdige, bliver deres optræden modtaget med et bifald, men efter at have modtaget hatten, som de sendte rundt, retur, finder Rocky ud af, at de kun har fået en dime (5 cent). Efter at have fortalt publikum, at de ønsker sig penge til nye mobiltelefoner, lader de hatten gå rundt mellem publikum igen, blot for at se, at deres dime så er væk. 
Efter pigerne har gjort sig klar til at komme i skole, laver CeCe sit daglige ritual, med at råbe ud af lejlighedsvinduet til overboen Rocky, at hun skal blive færdig, så de kan komme i skole. Mens de gør sig klar til at komme i skole, vises "Shake it Up Chicago" i fjernsynet, og CeCe begynder at danse til det. CeCes mor, Georgia (Anita Barone), er politibetjent, og hendes bror Flynn (Davis Cleveland). Da Georgia beder CeCe om at lave morgenmad til Flynn, kommer Rocky ind igennem vinduet og skynder på CeCe, så de kan nå metroen til skole. I en fart, laver duoen en "et-minuts morgenmad" til Flynn, hvor de blander hans cornflakes i en blender og putter det i en pose. Da de ankommer i skolen møder de deres ven Deuce (Adam Irigoyen) som tilbyder dem piratkopibiletter til en Lady Gaga-koncert. Han fortæller dem også, at der bliver afholdt en audition til deres favorit show, "Shake it Up Chicago." Efter at have besluttet sig til at gå til auditionen, fortæller deres rivaler, Gunther og Tinka Hessenheffer (Kenton Duty og Caroline Sunshine) dem, at de også har planer om også at gå til auditionen. 
Inden de går til audition, beslutter Rocky at øve sig i at danse sammen med hendes bror, Ty (Roshon Fegan). CeCe tilskynder ham også at gå til auditionen, men han siger, at han "ikke danser for penge." Begge piger klarer sig godt i deres indledende auditioner, men Rocky klarer sig bedst i solorunden. Da CeCe får sceneskræk ender det med, at hun løber ned af scenen. Rocky finder hende grædende på undergrundstationen, hvor hun flovt henviser til sig selv som en taber. Da CeCe fortæller, at Rocky er god og nævner alle hendes gode egenskaber, svarer Rocky ved at fortælle alle de gode ting ved CeCe. CeCe ledsager derefter Rocky til "Shake it Up Chicago" for at støtte hende. Rocky forsøger bagefter at få CeCe med sig op på scenen, og da CeCe fortsat nægter, bruger Rocky Georgias håndjern på hendes og efterfølgende danser de så sammen på scenen. Da programmet er overstået, beslutter showets vært, Gary Wilde (R. Brandon Johnson), at CeCe må komme med i showet. Da de forsøger at låse håndjernene op, opdager Rocky at nøglerne er væk. Flynn tog nøglerne som gengældelse for den "et-minuts morgenmad", de tidligere lavede til ham.

## Produktion

### Udvikling
Showet blev bestilt som et forsøg på Disneys første kvindelige venskabskomedie med et danseaspekt. Oprindeligt havde det arbejdstitlen Dance, Dance Chicago og det blev oprindeligt beskrevet som to børn der deltager i et American Bandstand-lignende show. Veteran-producerne Chris Thompson og Rob Lotterstein blev tildelt opgaven med at skrive historien. Castingen til showet begyndte i oktober 2009. Bella Thorne og Zendaya fik rollen som de to kvindelige hovedpersoner, mens at Camp Rock-skuespilleren Roshon Fegan fik en mindre rolle. Formanden for Disney Entertainment, Gary Marsh sagde, at Bella Thorne/Zendaya duoen var de mest engagerende bedste venner, de havde set på netværket. Om hvad der gør showet anderledes, sagde Marsh "mens venskabskomedier har eksisteret siden starten af tv," er "det er første gang, nogen har indarbejdet dans i den underliggende forudsætning for en sitcom." Konceptet minder meget om Disney Channels anden serie Hannah Montana, og ifølge Sun-Sentinel har det også samme fremgangsmåde som Shake It Up på grund af begge seriers tilgang til dans. Derudover, er showet Disneys tredje serie hvor de bruger show-i-et-show efter "So Random" i Sonny with a Chance og The Famous Jett Jackson. Chuck Barney fra Contra Costa Times sagde at showets plot "udspiller sig i en typisk Disney Channel stil med ukomplicerede replikker, bred humor og en moralsk opløftning." I et interview sagde, Bella Thorne om showet, "Det handler om at gå gennem de ting, som teenagere går igennem hver dag, skrevet meget realistisk og jeg tror at de fleste har været igennem disse problemer." Rosero McCoy, en koreograf for Camp Rock og Camp Rock 2: The Final Jam blev valgt til at være koreograf for showet, sammen med Claude Racine. Serien efterfulgte Hannah Montana, Jonas L.A., I'm in the Band og Phineas og Ferb som den seneste i Disneys række af musik-orienterede serier.

### Episodeproduktion
"Start It Up" er skrevet af seriens skaber og producer Chris Thompson og instrueret af Shelley Jensen. Sharon Swab og Rosario J. Roveto, Jr. er krediteret som instruktørassistenter. Alle hovedroller i serien medvirker i episoden. De tilbagevendende skuespillere omfatter Caroline Sunshine, Anita Barone, og R. Brandon Johnson som havde deres debut i rollerne som henholdsvis Tinka Hessenheffer, Georgia Jones, og Gary Wilde. Gæstemedvirkende i episoden omfatter Matthew Scott Montgomery, som spillede A.D. samt Charlie DePewa, der spillede Alex Scott. Duncan Tran og Luke Broadlick har begge biroller som "Shake it Up Chicago"-dansere. Seriens premiere markerede starten af serien, "Start It Up" og blev sendt den 7. november, 2010, efterfulgt af et timelangt specialepisode ved navn Hannah Montana Forever.
Fire originale sange, som blev indspillet til serien, er med i episoden. Alle sangene bliver spillet under forskellige dele af "Shake it Up Chicago". "Roll the Dice" blev skrevet af Niclas Molinder, Joacim Persson, Johan Alkenas, og Geraldo Sandell. Molinder, Persson og Alkenas var også med til at skrive sangen "Our Generation," sammen med Drew Ryan Scott. "Watch Me" blev skrevet og produceret af Ben Charles, Aaron Harmon, og Jim Wes, som også var med til at lave sangen "All the Way Up".

## Modtagelse
Premieren på Shake It Up tiltrak omkring 6.2 millioner seere, hvilket gør det til den højest rangerede seriepremiere i Disney Channels 27-årige historie, efterfulgt af Wizards of Waverly Place og premieren på Hannah Montana. Premieren scorede en rating på 11.0 (2.7 millioner seere) blandt de 9–14 årige og en 10.6 rating (2.6 millioner seere) blandt de 6-11 årige. Det blev også den søndagspremiere, der blev bedst modtaget for en original Disney Channel serie. Overordnet var det det 7. mest sete program der blev sendt på amerikansk kabel-tv den 7. november, 2010.

## Rulletekster og personale
Taget fra rulleteksterne til "Start It Up."
| - Bryan Hays – cheffotograf - Greg Richman – produktionsdesigner - Kris Trexler – klipper - Frank Pace – produktionsdesigner - Rosario J. Roveto, Jr. – instruktørassistent - Sharon Swab – instruktørasistent - Howard Meltzer – casting - Cheryl Foliart – musik-supervisor - Rosero McCoy – chefkoreograf - Claude Racine – koreografisk assistent - Peter Flisinger – medvirkende koreograf - Jessica Replansky – kostumedesigner - Paula Sutor – makeupartist - Katherine Kremp – cheffrisør - Daryn Reid-Gooddall – rekvisitør - Jerry M. Armstrong – ejendomsansvarlig | - Frances Alet – manuskiptsupervisor - Christopher James Burke – produktionskoordinator - Dani Eslin – produktionskontrollør - Michael A. Joseph – teknisk instruktør - Thomas G. Tcimpdis – videokontrol - Ron Ybarra – videobåndsoperatør - Jesse W. Peck – produktions lydmixer - Charlie McDaniel – re-recording mixer - John Bickelhaupt – re-recording mixer - Gary Allen – kameramand - Jack Chisolm – kameramand - Larry Gaudette – kameramand - Mark la Camera – kameramand - Brian J. McKinnon – gaffer - Bill Paden – key grip |

- Optaget i Los Angeles Center Studios
- Post-Production lyd af Warner Bros. Post Production Sound
- Digital Post-Production af Ascent Media
- Featured musik er skrevet og produceret af Niclas Molinder, Joacim Persson, Johan Alkenas, Geraldo Sandell, Ben Charles, Aaron Harmon, Jim Wes, og Drew Ryan Scott